# Sarrant
Sarrant is een gemeente in het Franse departement Gers (regio Occitanie). De plaats maakt deel uit van het arrondissement Condom. Sarrant is lid van Les Plus Beaux Villages de France. Sarrant telde op 1 januari 2022 361 inwoners.

## Geografie
De oppervlakte van Sarrant bedroeg op 1 januari 2022 19,81 vierkante kilometer; de bevolkingsdichtheid was toen 18,2 inwoners per km².

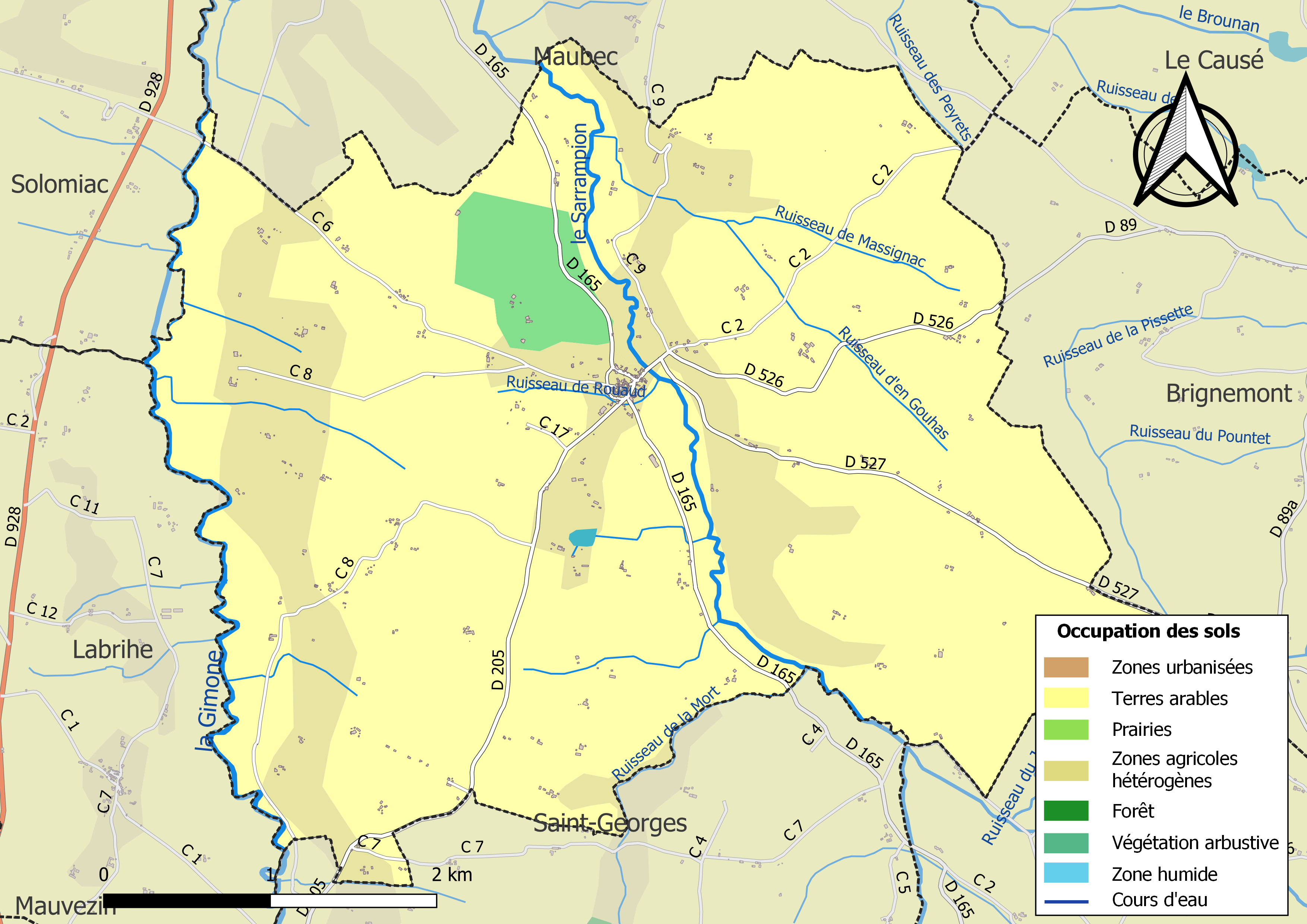
Kaart van de gemeente met belangrijkste infrastructuur, bodemgebruik en omliggende gemeenten

## Demografie
Onderstaande figuur toont het verloop van het inwonertal (bron: INSEE-tellingen).